# Bretteville-Saint-Laurent
Bretteville-Saint-Laurent ist eine französische Gemeinde mit 164 Einwohnern (Stand: 1. Januar 2022) im Département Seine-Maritime in der Region Normandie. Die Gemeinde gehört zum Arrondissement Rouen und zum Kanton Yvetot. Die Bewohner werden Brettevillais und Brettevillaises genannt.

## Geografie
Bretteville-Saint-Laurent liegt im Zentrum des Départements, etwa 39 Kilometer nordnordwestlich von Rouen im Pays de Caux. Umgeben wird Bretteville-Saint-Laurent von den Nachbargemeinden Brametot im Norden, Tocqueville-en-Caux im Nordosten, Sassetot-le-Malgardé und Gonnetot im Osten, Saint-Laurent-en-Caux im Südosten, Reuville im Süden, Bénesville im Südwesten sowie Canville-les-Deux-Églises im Westen.

## Bevölkerungsentwicklung
| Jahr                       | 1962 | 1968 | 1975 | 1982 | 1990 | 1999 | 2006 | 2013 | 2020 |
| Einwohner                  | 176  | 135  | 136  | 169  | 186  | 183  | 165  | 180  | 157  |
| Quellen: Cassini und INSEE |      |      |      |      |      |      |      |      |      |

## Sehenswürdigkeiten
- Kirche Notre-Dame. Sie wurde wahrscheinlich im 12. Jahrhundert errichtet, gegen 1730 stark umgestaltet.
- Schloss Bretteville im frühen 18. Jahrhundert von Albert-Louis Asselin, Berater von König Ludwig XV. errichtet. Fassaden und Dächer des Schlosses und seiner Nebengebäuden sind seit 1992 als Monument historique klassifiziert, weitere Teile seit 1991 eingeschrieben. Das Gebäude, dem eine von einer dreifachen Baumreihe gesäumte Allee vorgelagert ist, liegt zwischen einem von Trockengräben begrenzten Ehrenhof und Gärten mit breiten Gräben in der Achse. Das Schloss umfasst ein zentrales Hauptgebäude mit rechteckigem Grundriss, das von zwei Pavillonflügeln begrenzt wird, die eine Nische an den beiden Fassaden bilden. Das Ganze ist von Mauern umschlossen. Im Norden steht noch die alte Kapelle, die zur Pfarrkirche geworden ist. Das Schloss wird nach Süden durch einen Wirtschaftstrakt und einem Bürogebäude erweitert, das den gemeinsamen Innenhof beherrscht. Dieses Anwesen eines großen Parlamentariers aus dem Ancien Régime ist in seiner allgemeinen Zusammensetzung und Erhabenhait fast vollständig erhalten geblieben.